# Ophiorrhiza orofenensis
Ophiorrhiza orofenensis là một loài thực vật có hoa trong họ Thiến thảo. Loài này được S.P.Darwin mô tả khoa học đầu tiên năm 1976.